# یواس‌اس بانشی (۱۸۶۲)
یواس‌اس بانشی (۱۸۶۲) (به انگلیسی: USS Banshee (1862)) یک کشتی بود که طول آن ۲۱۰ فوت ۴ اینچ (۶۴٫۱۱ متر) بود. این کشتی در سال ۱۸۶۲ ساخته شد.